# أرامكو للكيميائيات (شركة)
شركة أرامكو للكيماويات (Aramco Chemicals Company) شركة سعودية، تابعة لـشركة أرامكو السعودية، تأسست عام 2019.

## التاريخ
طرحت أرامكو السعودية أولى مبيعاتها من المنتجات البتروكيميائية في عام 2014م تحت الاسم التجاري لأرامكو من خلال شركتها الفرعية المملوكة بالكامل (أرامكو السعودية لتجارة المنتجات البترولية)، في الوقت الذي كانت فيه شـركة أرامكو للكيميائياتفي طور الدمج ونيل الاعتماد من قبل مجلـس إدارة أرامكو السعودية. وفي عام 2018م تمت الموافقة على شركة أرامكو للكيميائيات وتسجيلها كشركة فرعية مملوكة بالكامل لأرامكو السعودية من أجل الجمع بين الأعمال الكيميائية في شركة واحدة ذات كفاءة عالية تركز على عملية التسويق وتلبية الاحتياجات المتغيرة للسوق.
مع بدء شـركة أرامكو للكيميائيات بالعمل في يناير من عام 2019م، شكلت أرامكو السعودية نقطة تحول في إستراتيجيتها الخاصة بقطاع التكرير والمعالجة والتسويق لتحقيق التكامل في سلسلة القيمة للمواد الهيدروكربونية.

## الشركات التابعة
| اسم الشركة                        | اجمالي نسبة التملك (%) | مصدر |
| --------------------------------- | ---------------------- | ---- |
| الشركة السعودية للصناعات الأساسية | 70.00%                 |      |